# 빈투언현
빈투언현(베트남어: Huyện Vĩnh Thuận / 縣永順)은 베트남 메콩강 삼각주 끼엔장성의 현이다.

## 행정 구역
빈투언현은 1시진, 7사를 관할하고 있다.

### 시진
- 빈투언 시진 (Thị trấn Vĩnh Thuận, 永順市鎭)

### 사
- 빈민 사 (Xã Bình Minh, 平明社)
- 퐁동 사 (Xã Phong Đông, 豊東社)
- 떤투언 사 (Xã Tân Thuận, 新順社)
- 빙빈박 사 (Xã Vĩnh Bình Bắc, 永平北社)
- 빙빈남 사 (Xã Vĩnh Bình Nam, 永平南社)
- 빙퐁 사 (Xã Vĩnh Phong, 永豊社)
- 빙투언 사 (Xã Vĩnh Thuận, 永順社)